# Görögországi ortodox egyház
A görögországi ortodox egyház (görög:  Ἐκκλησία τῆς Ἑλλάδος, Ekklisía tis Elládos) a görög ortodox egyház része, egy kb. 10 millió főt számláló ortodox egyház, athéni székhellyel. Egyike az autokefál (önálló) ortodox egyházaknak. 1833-ban alapították és 1850-ben ismerte el a konstantinápolyi pátriárka az egyház autokefalitását.